# Михеев, Виктор Ефимович
Ви́ктор Ефи́мович Михе́ев (1930, с. Зима, Зиминский район, Восточно-Сибирский край, СССР — ?) — тракторист Зиянчуринской МТС Зиянчуринского района Чкаловской области, Герой Социалистического Труда (1957).

## Биография
Родился в 1930 году в селе Зима Зиминского района Восточно-Сибирского края (ныне город в Иркутской области) в семье рабочего.
Переехал с семьёй в Зиянчуринский район Оренбургской (в 1938—1957 годах — Чкаловской) области, окончил вечернюю школу и в 1944 году устроился трактористом на Зиянчуринскую машинно-тракторную станцию (МТС). В 1950 году призван в армию, после демобилизации в 1954 году вернулся в родную МТС. В 1955 году на тракторе «С-80» обработал 1450 гектаров земли. В 1956 году добился экономии в 1800 рублей на ремонте и 640 килограммов горюче-смазочных материалов.
Указом Президиума Верховного Совета СССР от 11 января 1957 года «за особые заслуги в освоении целинных и залежных земель, успешное проведение уборки урожая и хлебозаготовок в 1956 году» удостоен звания Героя Социалистического Труда с вручением ордена Ленина и золотой медали «Серп и Молот».
После упразднения МТС переехал в совхоз имени XIX партсъезда Светлинского района Оренбургской области, где трудился бригадиром тракторно-полеводческой бригады. В социалистическом соревновании среди трактористов на тракторе «Кировец» выходил на первое место в Светлинском районе.
В конце 1980-х годов вышел на заслуженный отдых.
Награждён орденом Ленина (11.01.1957), медалями.